# Sheikhpura
Sheikhpura ist eine Stadt im indischen Bundesstaat Bihar.
Die Stadt ist Verwaltungssitz des gleichnamigen Distrikts. Sheikhpura liegt 118 km südöstlich von Patna. Sheikhpura hat den Status eines City Council (Nagar parishad). Die Stadt ist in 27 Wards gegliedert. Der Sheikhpura Nagar parishad hatte am Stichtag der Volkszählung 2011 62.927 Einwohner, von denen 33.137 Männer und 29.790 Frauen waren.
Der Bahnhof Sheikhpura liegt an der Breitspurstrecke zwischen Kiul und Gaya. Die Landeshauptstadt Patna kann durch einen Zwischenstopp in Kiul erreicht werden, von wo aus der Rest Indiens gut erschlossen ist.